# Chapter 1: Stranger in a Strange Land
"Chapter 1: Stranger in a Strange Land" es el primer episodio de la serie de televisión estadounidense en streaming El libro de Boba Fett. Sigue a los cazarrecompensas Boba Fett y Fennec Shand intentando hacerse con el control del imperio criminal de Jabba the Hutt 5 años después de su muerte en Return of the Jedi (1983). El episodio está ambientado en el universo de Star Wars, compartiendo continuidad temporal con The Mandalorian y otros spin-offs como Ahsoka. Fue escrito por el showrunner de la serie Jon Favreau y dirigido por Robert Rodriguez.
Temuera Morrison repite su papel de Boba Fett de la segunda temporada de The Mandalorian, con Daniel Logan apareciendo como una versión más joven y Ming-Na Wen uniéndose a él como Fennec Shand. Matt Berry, David Pasquesi y Jennifer Beals también protagonizan el episodio. El rodaje comenzó en noviembre de 2020 y concluyó en junio de 2021. "Capítulo 1: Stranger in a Strange Land" se lanzó en Disney + el 29 de diciembre de 2021 con críticas generalmente positivas.

## Trama
5 años antes, después de ser tragado por un Sarlacc, el cazarrecompensas Boba Fett lucha por sobrevivir dentro de su sistema digestivo de la criatura. Pero mientras esta atrapado, este recupera una unidad de oxígeno de la armadura de un Stormtrooper muerto que había sido devorado antes y consigue perforar un agujero en el intestino del sarlacc y disparar su lanzallamas, creando un agujero en el que escapa de la criatura. Un Fett debilitado sale del Gran Pozo de Carkoon pero queda inconsciente debido al cansancio; en la noche los Jawas lo encuentran y lo dan por muerto, robándole su armadura mandaloriana y su mochila propulsora. Más tarde, un grupo de Tusken Raiders tropieza con el inconsciente Fett, capturándolo y lo arrastra por la arena hasta su campamento. Esa noche, Fett se despierta, atado a un poste de madera, sentado cerca de un rodiano rojo. Fett logra desatar sus cuerdas e intenta escapar, pero el rodiano llora, alertando al resto del clan. Fett intenta correr pero no logra escapar de los Tuskens. Al día siguiente, Fett y el rodiano se ven obligados a cavar en el desierto en busca de melones negros hasta que son atacados por una gran criatura de arena que mata al Rodiano. Fett mata a la criatura, salvando a un niño Tusken. El jefe de la tribu le da un melón negro a Fett, como señal de respeto. 
Cinco años después, en su nuevo palacio en el Tatooine actual, su lugarteniente Fennec Shand despierta a Fett, quien tenía estos sueños del pasado, en su cápsula Bacta y viajan con sus dos nuevos guardaespaldas gamorreanos a una cantina de Mos Espa, donde están Max Rebo y un bith interpretando música. Un droide astromecánico pregunta por qué están aquí, y Shand le dice que tienen negocios con Madam Garsa Fwip. Fett permite que dos Twi'leks limpien sus cascos mientras esperan a Fwip. Fwip les da la bienvenida al Santuario y Fett presenta a Shand y le informa que ha reemplazado a Bib Fortuna como daimyo de Tatooine. Luego se presenta y le asegura que su negocio continuará bajo su atenta mirada. Fwip le agradece por viajar personalmente al Santuario, diciendo que siempre es bienvenido y que los twi'leks les devuelvan los cascos, llenándolo de créditos como tributo.
Luego, los dos son emboscados por seis figuras vestidas de carmesí armadas con picas de plasma y escudos de energía, que rodean a los dos en un círculo y se produce una pelea, con Fett y Shand apenas defendiéndose antes de que los gamorreanos acudan en su ayuda, rompiendo el círculo y permitiendo que Fett y Shand recuperen la ventaja. Despachan a tres de los atacantes y llevan a los otros tres a intentar escapar. Fett, que ha quedado herido, dispara un cohete a uno, desintegrando al atacante. Los otros dos suben a los tejados y son perseguidos por Shand, recuperando su casco en el camino. Antes de irse, Fett le dice a Shand que los capture vivos. Shand los alcanza y los desarma, tirando a uno de la azotea hasta su muerte y capturando al otro. Los gamorreanos llevan a Fett de regreso al palacio y a su cápsula Bacta para recuperarse.

## Producción

### Desarrollo
Se había estado desarrollando una película centrada en el personaje desde 2013, pero se canceló en 2018 y Lucasfilm dio prioridad a The Mandalorian. En mayo de 2020, se anunció que el personaje aparecería en la segunda temporada del programa. El final del programa presentó una escena poscréditos que confirmó una serie derivada titulada The Book of Boba Fett, que se lanzará en diciembre de 2021. Robert Rodriguez, quien también había dirigido el Capítulo 14 de The Mandalorian, dirigió este episodio. El creador y showrunner de la serie,Jon Favreau, escribió el episodio.
Jon Favreau, el creador y showrunner de The Mandalorian, pronto aclaró que The Book of Boba Fett era una serie separada de la tercera temporada de The Mandalorian. Explicó que la presidenta de Lucasfilm, Kathleen Kennedy, no anunció el spin-off en el evento del Día del Inversor porque no querían "estropear la sorpresa" de la revelación al final del episodio. Agregó que la producción ya había comenzado en el spin-off.

### Casting
Con el anuncio oficial de la serie en diciembre de 2020, se confirmó que Temuera Morrison y Ming-Na Wen retomarían sus respectivos papeles de Boba Fett y Fennec Shand de The Mandalorian y otros medios anteriores de Star Wars. También protagoniza Matt Berry como 8D8, un droide de tortura al servicio de Fett, David Pasquesi como el mayordomo twi'lek de Mok Shaiz, y Jennifer Beals, quien se reveló que tenía un papel en noviembre de 2020, como Garsa Fwip. Otras apariciones incluyen a Dawn Dininger como prisionero rodiano, Barry Lowin como Garfalaquox, Frank Trigg y Collin Hymes como guardias gamorreanos y Paul Darnell como asesino de Night Wind.
El director Rodríguez aparece como Dokk Strassi y Mok Shaiz, mientras que Xavier Jimenez, Wesley Kimmel y Joanna Bennett protagonizan como el jefe, el niño y el guerrero Tusken, respectivamente. Daniel Logan aparece como un Fett más joven, retomando su papel de Star Wars: Episodio II - El ataque de los clones (2002) y The Clone Wars (2008). 

### Rodaje
La filmación de la serie comenzó a fines de noviembre de 2020,  en el volumen de pared de video StageCraft en Los Ángeles que se usó anteriormente para las dos primeras temporadas de The Mandalorian.

### Música
Joseph Shirley compuso la partitura musical del episodio, mientras que Ludwig Göransson compuso el tema principal de la serie. Las pistas destacadas se lanzaron el 21 de enero de 2022, en el primer volumen de la banda sonora de la primera temporada.

## Recepción
El episodio recibió críticas positivas. El agregador de reseñas Rotten Tomatoes reportó una calificación de aprobación del 82% basada en 57 reseñas, con una calificación promedio de 6.60/10. El consenso de los críticos del sitio web afirma: "'Stranger in a Strange Land' podría usar más propulsión para abrir correctamente El libro de Boba Fett, pero su breve resumen de la historia del cazarrecompensas brinda cierta claridad sin disminuir su mística".
En la 74.ª edición de los Primetime Creative Arts Emmy Awards, el episodio fue nominado a Diseño destacados de fantasía/ciencia ficción.